# Turballos
Turballos es una localidad perteneciente al municipio de Muro de Alcoy, en la provincia de Alicante, comunidad autónoma de la Comunidad Valenciana, España.

## Historia
Hacia mediados del siglo XIX, el lugar, por entonces agregado al ayuntamiento de Cela de Núñez, tenía contabilizada una población de 96 habitantes. Aparece descrito en el decimoquinto volumen del Diccionario geográfico-estadístico-histórico de España y sus posesiones de Ultramar de Pascual Madoz con las siguientes palabras:

TURBALLOS: l. agregado en el año de 1845 á Cela de Nuñez, de la prov. de Alicante (10 leg.), part. jud. de Concentaina (1 1/4), aud. terr., c. g. y dióc. de Valencia (13). sit. al pie de la parte meridional de la montaña de Benicadell: le baten los vientos del N. y E., su clima es templado y sano. Tiene sobre 24 casas; una igl. dedicada á San Francisco de Paula, aneja de la de Cela (1/4 leg.), y un cementerio á 300 pasos S. del pueblo. Los vec. se surten para sus usos de 2 fuentes que hay en las inmediaciones de aguas algo flojas. Carece de térm. por estar comprendido en el de Cela de Nuñez: y sus confrontaciones son, por N. y O. Muro; E. Gayanes, y S. Cela de Nuñez: comprende el monte de Benicadell. El terreno es secano de regular calidad, y una porcion de huerta que se riega de la abundante fuente que brota en las faldas del monte antes mencionado. caminos: la carretera para Alicante, y otras sendas á los pueblos limítrofes, en mal estado. El correo se recibe de Cela tres veces á la semana. prod.: trigo, maiz, vino y aceite: mantiene poco ganado lanar y cabrío. ind.: la agrícola. pobl.: 23 vec., 96 alm. cap. prod.: 595,267 rs. imp.: 33,833. contr.: 2,634.
(Madoz, 1849, p. 183)

En la actualidad, pertenece al municipio de Muro de Alcoy. En 2022, la entidad singular de población tenía empadronados setenta habitantes y el núcleo de población, tres.

## Patrimonio
Hay en la localidad una iglesia de San Francisco de Paula.